# Prefectura de Ombella-M'Poko
Ombella-M'Poko es una de las 14 prefecturas de la República Centroafricana. Está situada en el sur del país, junto con la República Democrática del Congo. Su capital es Bimbo. Linda con las prefecturas de Ouham al norte, Ouham-Pendé, Nana-Mambéré y Mambéré-Kadéï al noreste, Lobaye al oeste, Kémo al este, y la comuna de Bangui al sur.
Además de Bimbo, también son importantes las ciudades de Damara, en el este, y Bossembélé, en el centro-norte.
El principal río que pasa por Ombella-M'Poko es el Ubangui.
- Datos: Q378970